# STS-108
La STS-108 è una missione spaziale del Programma Space Shuttle.

## Equipaggio
- Comandante: Dominic Gorie (3)
- Pilota: Mark Kelly (1)
- Specialista di missione: Linda Godwin (4)
- Specialista di missione: Daniel Tani (1)

### Equipaggio in partenza per la ISS (Expedition 4)
- comandante ISS Expedition 4: Jurij Ivanovič Onufrienko (2)
- Ingegnere di volo ISS: Carl Walz (4)
- Ingegnere di volo ISS: Daniel Bursch (4)

### Equipaggio di rientro dalla ISS (Expedition 3)
- comandante ISS Expedition 3: Frank Culbertson (3)
- Ingegnere di volo ISS: Michail Vladislavovič Tjurin (1)
- Ingegnere di volo ISS: Vladimir Nikolaevič Dežurov (2)

Tra parentesi il numero di voli spaziali completati da ogni membro dell'equipaggio, inclusa questa missione.

## Parametri della missione
- Massa: 4.082 kg (carico utile)
- Perigeo: 353 km
- Apogeo: 377 km
- Inclinazione: 51,6°
- Periodo: 92 minuti

### Attracco con l'ISS
- Aggancio: 7 dicembre 2001, 20:03:29 UTC
- Sgancio: 15 dicembre 2001, 17:28:00 UTC
- Durata attracco: 7 giorni, 21 ore, 24 minuti e 31 secondi

### Passeggiate spaziali
- Godwin e Tani  - EVA 1
- Inizio EVA 1: 10 dicembre 2001 - 17:52 UTC
- Fine EVA 1: 10 dicembre 2001 - 22:04 UTC
- Durata: 4 ore e 12 minuti